# Ursina Haller
Ursina Haller (* 29. Dezember 1985 in Zernez, Kanton Graubünden) ist eine ehemalige Schweizer Snowboarderin.

## Karriere
Ursina Haller verbrachte ihre Kindheit in Davos, später zog sie in ihren Geburtsort Zernez, sie startet für den dortigen Skiclub Sarsura Zernez. Am 23. Januar 2004 gab sie im Alter von 19 Jahren in Kreischberg ihr Weltcup-Debüt und kam in der Halfpipe auf den 14. Platz. Bei der Junioren-Weltmeisterschaft 2005 in Zermatt wurde sie in der Halfpipe 11. und gewann im Big Air die Goldmedaille.
Haller ist mehrfache Schweizer Meisterin in der Halfpipe- und im Big Air. Neben dem FIS-Weltcup fährt sie seit dem Jahr 2006 auch in der Ticket to Ride World Snowboard Tour und nimmt dort an Halfpipe und Slopestyle-Wettkämpfen teil.  Am 5. Februar 2008 gelang ihr mit dem Sieg des Slopestyle-Wettkampfs «Crans-Montana Champs Open» der erste Sieg in der TTR-Tour.
Im Oktober 2010 erreichte Haller mit dem dritten Platz ihren ersten Weltcup-Podest in Saas Fee. Am 4. Januar 2010 gewann sie den TTR-Wettkampf «O’Neill Evolution» in Davos, und eine Woche später wurde sie Zweite an den «Burton European Open Snowboarding Championships» in Laax. Nach diesen Erfolgen wurde sie schliesslich auch für die Olympischen Winterspiele 2010 in Vancouver nominiert, wo sie in der Halfpipe den 9. Platz erreichte. Im Januar 2011 gelang ihr der Gewinn der Silbermedaille bei der Weltmeisterschaft in La Molina. Zwischen 2011 und 2014 stand Haller insgesamt fünf Mal auf dem Weltcup-Podest. Im Jahr 2014 gewann sie die European Open in Laax; an den Olympischen Spielen in Sotschi fuhr sie in den Final der besten zwölf.

## Erfolge
- 2005: Juniorenweltmeisterin (Halfpipe) in Zermatt, Schweiz
- 2008: Siegerin, Crans-Montana Champs Open (Slopestyle), Schweiz
- 2010: Siegerin, O’Neill Evolution (Halfpipe), Davos, Schweiz
- 2010: 2. Platz, Burton European Open Snowboarding Championships (Halfpipe), Laax, Schweiz
- 2010: 2. Platz Weltcup Valmalenco
- 2011: 3. Platz Weltcup Cardrona
- 2011: 3. Platz Weltcup Saas Fee
- 2011: 2. Platz FIS-Weltmeisterschaft (Halfpipe), La Molina, Spanien
- 2013: 3. Platz Weltcup-Final
- 2014: Siegerin, Burton European Open